# Ulysse Parent
Ulysse Parent (Parigi, 17 aprile 1828 – Veulettes-sur-Mer, 17 agosto 1880) è stato un attivista francese.
Fece parte del Consiglio della Comune di Parigi.

## Biografia
Disegnatore di oggetti artistici, repubblicano e massone, durante l'assedio di Parigi del 1870 fu vicesindaco del IX arrondissement.
Il 26 marzo 1871 fu eletto al Consiglio della Comune, facendo parte della Commissione esteri, ma diede le dimissioni il 5 aprile, essendo favorevole alla conciliazione con Versailles, pur continuando a sostenere la Comune.
Arrestato dai versagliesi il 27 maggio con l'accusa di aver incendiato la Borsa, fu rilasciato in settembre. Parent morì annegato a Veulettes-sur-Mer, in Normandia, nel 1880.